# Zełeniwka (obwód doniecki)
Zełeniwka (ukr. Зеленівка) – wieś na Ukrainie, w obwodzie donieckim, w rejonie pokrowskim, w hromadzie Kurachowe. W 2001 liczyła 54 mieszkańców, głównie rosyjskojęzycznych.